# Jenischefolket
Jenischefolket er et nomadefolk, som primært findes i Tyskland, Østrig, Schweiz, Holland, Frankrig og Belgien.
Jenische er efterkommere af omrejsende tyske handelsfolk og navere, som i middelalderen af forskellige årsager blev tvunget til en nomadisk livsform. De blandede sig med omrejsende jødiske handelsmænd og romaer (sigøjnere). Der opstod på den baggrund et eget folk, der kaldes jenischefolket.
Jenischefolket har sine egne skikke og ønsker ikke at blive forvekslet med romaerne, ligesom de også taler deres eget sprog: Jenischesproget, der regnes som en afart af tysk.
Foreninger for jenischefolket anslår, at der er omkring 35.000 jenische i Schweiz, 400.000 i Tyskland og 40.000 i Østrig. I Belgien talte man i 1990'erne omkring 7.000 omrejsende jenische, men antallet af fastboende er ukendt.